# Nuevo Progreso (Montero)
Nuevo Montero es un caserío peruano ubicado en el distrito de Montero, perteneciente a la provincia de Ayabaca del departamento de Piura, al norte del Perú. 

## Ubicación
Nuevo Montero se ubica al norte de la provincia de Ayabaca, en el distrito de Montero, en el departamento de Piura.

## Demografía
En 2017 Nuevo Montero tenía una población de 140 habitantes.